# Noctua caerulescens
Noctua caerulescens är en fjärilsart som beskrevs av Tutt 1892. Noctua caerulescens ingår i släktet Noctua och familjen nattflyn. Inga underarter finns listade i Catalogue of Life.